# Émile Laurent (peintre)
Pour les articles homonymes, voir Émile Laurent et Laurent.
 (octobre 2018).
Si vous disposez d'ouvrages ou d'articles de référence ou si vous connaissez des sites web de qualité traitant du thème abordé ici, merci de compléter l'article en donnant les références utiles à sa vérifiabilité et en les liant à la section « Notes et références ».
 (octobre 2021).
Il peut être nécessaire de l'améliorer pour respecter le principe de neutralité de point de vue. Veuillez consulter la page de discussion pour plus de détails.

Émile Laurent, né le 22 novembre 1920 à Dampremy, est un peintre expressionniste belge.

## Biographie
Émile Laurent est un peintre autodidacte à tendance expressionniste belge, né le 22 novembre 1920 à Dampremy dans la région de Charleroi.
Il a réalisé une œuvre de plus de 350 peintures. Il est issu du milieu ouvrier carolorégien : son père était lamineur et sa mère, ouvrière du charbonnage.
Il se forme à l'Université du Travail de Charleroi au métier d'ajusteur qu'il exercera de nombreuses années avant de passer à l'enseignement technique.
Il approche la peinture grâce à un instituteur qui lui fait découvrir Van Gogh, Monet, Soutine[réf. nécessaire]. Il est emballé par le mouvement expressionniste et y trouve sa voie lorsqu’après la guerre, il commence à peindre. Il fait sienne une citation de Karl Marx : « L’art est la plus grande joie que l’homme puisse se donner à lui-même. »
Ses premières œuvres peintes en 1958 sont des aquarelles ayant pour sujet Ostende[réf. nécessaire]. Bien vite, il trouvera son inspiration dans la région où il vit : Charleroi et sa région, les charbonnages, les terrils, les industries en déliquescence, les corons et surtout, les hommes et femmes qui y vivent…
Plus tard, vers 1965, il trouvera sa technique, la peinture à l'huile et surtout ce qui deviendra son thème de prédilection, la Sidérurgie Chaotique,, qui exprime son amour pour le Pays Noir tout en évoquant le déclin de ce dernier. Ses œuvres réunissent des monuments industriels et des événements qui ont marqué sa longue vie : les hauts fourneaux de la Providence , la Sambre et la fosse du Bierreau mais aussi l'accident du bois du Cazier, les manifestations ouvrières, la création du périphérique de Charleroi…
Si le Pays Noir marque la majorité de son œuvre, Émile Laurent s'est néanmoins ménagé des respirations. Il abandonne ponctuellement son thème de cœur, la région de Charleroi et ses couleurs grises, sombres et va chercher une autre luminosité dans des vues de Venise ou encore des peintures illustrant des cirques, des forains, ces gens de la balles qui lui rappellent sa jeunesse et ses rares moments de joie.
Il fut encouragé par la galerie d'Alain Beciani et par les articles d'Ernest Degranges, Geneviève Rousseaux, Lucien Defoy et Michel N’Day.
Il participe à des expositions en ensembles (Communes du Grand Charleroi, Villers-la-Ville, Montignies-sur-Sambre, Velaine-sur-Sambre), et puis expose seul (Musée des Beaux Arts de Charleroi, Galerie Béciani à Charleroi, Galerie de la Générale de Banque, Fifty One de Marcinelle, Marchienne Docherie, Comité de Défense des Terrils, galerie Genèse).
Le Musée des Beaux Arts de Charleroi et le Musée du Bois du Cazier à Marcinelle lui ont acheté des toiles et les exposent de manière permanente. Ses œuvres ont également été acquises par la Maison Communale de Mont-sur-Marchienne, la FGTB Charleroi, le Crédit Professionnel du Hainaut, l'InterBéton et Cockerill-Sambre[réf. nécessaire].
Émile Laurent dit de lui-même : « J'admire Paulus, mais je présente le paysage industriel habité, selon une optique personnelle, à la fois chaotique, actuelle et humaine. Je vénère Soutine et Van Gogh. Je me veux montreur d'images fraternelles. »[réf. nécessaire]
Il ajoutera plus tard, se retournant sur son parcours : « J'ai eu une carrière artistique désordonnée, atypique et tardive. »[réf. nécessaire]

### Articles de presse

#### Exposition communes
- Le Salon artistique de Montignies-sur-Sambre remporte un vif succès dans La Dernière Heure du 9 février 1962
- Week-end faste pour les peintres amateurs de Montignies-sur-Sambre dans La Nouvelle Gazette du 11 mars 1975
- Art pour tous à Gilly dans La Nouvelle Gazette du 13 novembre 1980
- Salon d'ensemble à la Galerie Beciani dans La Nouvelle Gazette du 22 janvier 1981
- Troisième salon Art pour tous à l'Hôtel de Ville de Gilly dans Le Rappel du 2 décembre 1981
- L'Art pour tous à l'Hôtel de Ville de Gilly dans Le Journal et Indépendance du 4 décembre 1981
- Huit artistes exposent à la galerie du Vieux Tribunal, à Bodegnée-Verlaine dans La Meuse La Lanterne du 10 décembre 1981

#### Expositions personnelles
- Émile Laurent à la Galerie Beciani dans La Nouvelle Gazette du 20 septembre 1977
- Les expositions d'art à Charleroi : Émile Laurent dans Le Rappel du 29 septembre 1977
- Le Tour des Galeries: Émile Laurent dans La Nouvelle Gazette du 1er octobre 1979
- Les expositions d'art à Charleroi : Émile Laurent dans Le Rappel du 14 octobre 1979
- Rétrospective d'Émile Laurent à Charleroi Pour tirer le rideau sur ce siècle  dans Le Journal et Indépendance du 27 janvier 1988
- Chaos sidérurgique dans Pourquoi pas du 11 février 1988
- Exposition Galerie Genèse dans Le Journal du médecin du 23 novembre 2004